# Carex cylindrostachya
Carex cylindrostachya là một loài thực vật có hoa trong họ Cói. Loài này được Franch. mô tả khoa học đầu tiên năm 1895.